# Stazione di Nishi-Hachiōji
La stazione di Nishi-Hachiōji (西八王子駅?, Nishi-Hachiōji-eki) è una stazione ferroviaria di Hachiōji, città conurbata con Tokyo che serve la linea linea Rapida Chūō della JR East.

## Linee

### Treni
East Japan Railway Company
■ Linea Rapida Chūō

## Struttura
La stazione è dotata di due banchine laterali con due binari totali in superficie. Il fabbricato viaggiatori si trova sopra il piano del ferro, ed è collegato ai marciapiedi da scale fisse, mobili e ascensori.
| 1 | ■ Linea Rapida Chūō | per Takao e Ōtsuki                        |
| 2 | ■ Linea Rapida Chūō | per Hachiōji, Tachikawa, Shinjuku e Tokyo |

## Stazioni adiacenti
| «                 | Servizio          | »                 |
| Linea Rapida Chūō | Linea Rapida Chūō | Linea Rapida Chūō |
| ----------------- | ----------------- | ----------------- |
| Hachiōji          | Tutti i treni     | Takao             |